# Zacatecoluca
Zacatecoluca è il capoluogo del dipartimento di La Paz, in El Salvador.
La città, gravemente danneggiata da un terremoto nel 1922, aveva al censimento del 2007 una popolazione di 65 826 abitanti.